# Rome (Album)
Rome ist ein Album von Danger Mouse und Daniele Luppi aus dem Jahr 2011. Stilistisch wird Rome häufig dem Alternative Rock zugeordnet, es ist aber vor allem eine Hommage an die Soundtracks der Spaghetti-Western aus den 1960er und 1970er Jahren.

## Urheberschaft, Aufnahme und Veröffentlichung
Sämtliche Songs auf Rome wurden von Danger Mouse und Daniele Luppi komponiert, arrangiert und produziert. Toningenieur war Fabio Patrignani. Die Aufnahmen für das Album dauerten insgesamt fünf Jahre. Folgende Musiker waren daran beteiligt:
- Luciano Ciccaglioni (Gitarre)
- Dario Rosciglione (Bass)
- Gege Munari (Schlagzeug, Percussion)
- Roberto Podio (Percussion)
- Antonello Vannucchi (Orgel, Klavier, Cembalo, Celesta)
- Gilda Butta (Cembalo, Celesta)
- Daniele Luppi (Röhrenglocken)
- Edda Dell’Orso (Sopran)
- Cantori Moderni Di Alessandro Alessandroni (Chor)
- B.I.M. Orchestra (Orchester)
- Jack White (Gesang)
- Norah Jones (Gesang)

Veröffentlicht wurde Rome im Jahr 2011 vom Label Parlophone, es erschien als LP, CD und MP3. Als Singles wurden Two Against One (B-Seite: Black) und The Rose with a Broken Neck (B-Seite: Season’s Trees) ausgekoppelt.

## Musikalisches Konzept
Inspiriert wurden Danger Mouse und Daniele Luppi zu Rome von den Spaghetti-Western der 1960er und ′70er Jahre. Insbesondere die Soundtracks von Ennio Morricone für Filme wie Spiel mir das Lied vom Tod und Zwei glorreiche Halunken nahmen sie sich zum Vorbild. Einige der an diesen Soundtracks beteiligten Musiker, wie etwa Alessandro Alessandroni und Edda Dell’Orso, sind auch auf Rome zu hören. Die Aufnahmen fanden im Forum Music Village in Rom statt, einem Studio, das von Ennio Morricone mitbegründet worden war. Danger Mouse und Daniele Luppi organisierten für diese Aufnahmen zeitgenössische Instrumente.
Daniele Luppi sagte zu seiner Begeisterung für Spaghetti-Western-Soundtracks: „Ich war ihnen seit meiner frühen Kindheit ausgesetzt. Das Fernsehen zeigte jedes Wochenende Spaghetti-Western. Ich war erst fünf, aber schon so drauf, dass ich dachte, ‚Oh, es ist Sonntag – Zeit für Zwei glorreiche Halunken‘. Ich habe diese Sounds wirklich absorbiert.“ Und Danger Mouse sagte über Daniele Luppi: „Er war gerade von Italien nach Los Angeles gezogen, um Soundtracks zu machen. Eines Tages kam er zu mir und sah meine Sammlung von alter italienischer Filmmusik. Er wusste alles über dieses Zeug, aber ich glaube er war beeindruckt, dass ich so viel davon hatte.“

## Gastauftritte
Auf Rome sind Jack White und Norah Jones als Gastmusiker zu hören. White singt bei drei Songs, für die er auch die Texte schrieb. Jones singt ebenfalls bei drei Songs, ihre Texte schrieb Danger Mouse. Danger Mouse begründete die Entscheidung für Jones und White damit, dass er eine „sanfte“ Frauenstimme und eine Männerstimme, die „Angst zum Ausdruck bringen kann“, gesucht habe.

## Titel
Auf Rome sind folgende Songs zu hören:
1. Theme of Rome (Luppi/Burton)
2. The Rose with a Broken Neck (Luppi/Burton/White)
3. Morning Fog – Interlude (Luppi/Burton)
4. Season’s Trees (Luppi/Burton)
5. Her Hollow Ways – Interlude (Luppi/Burton)
6. Roman Blue (Luppi/Burton)
7. Two Against One (Luppi/Burton/White)
8. The Gambling Priest (Luppi/Burton)
9. The World – Interlude (Luppi/Burton)
10. Black (Luppi/Burton)
11. The Matador Has Fallen (Luppi/Burton)
12. Morning Fog (Luppi/Burton)
13. Problem Queen (Luppi/Burton)
14. Her Hollow Ways (Luppi/Burton)
15. The World (Luppi/Burton/White)

## Charts und Rezeption
Rome erreichte in den Album-Charts von Billboard als höchste Position Platz 11.
Die Rezensionen zu Rome sind durchwachsen. Die Musikdatenbank Allmusic führt das Album mit dreieinhalb von fünf möglichen Sternen. Auch das Musikmagazin Rolling Stone vergab dreieinhalb von fünf Sternen. Der New Musical Express hingegen bewertete Rome mit acht von zehn möglichen Punkten.
Der Musikkritiker Killian Fox des Guardian bemängelte, dass dem Album das Exzentrische der Aufnahmen von Ennio Morricone fehle. Markus Schneider zeichnet in der Berliner Zeitung das Bild eines mittelmäßigen Albums: „Nie erhebt sich der Ton [...] in die lächerlich grandiose Schwelgerei der Vorlagen, nie stürzt er ab in schrille Tiefen“. Er konstatiert „trabende Melancholie und Weiten ohne wirkliches Panorama“ und entdeckt „statt dramatischer Melodien nur vertraute Melodik“. Produzent Burton breite mit dem Album „nur eine elegante Sammlung sehr erwartbarer Stimmungen aus“. Hanspeter Künzler hingegen nennt das Album in der Neuen Zürcher Zeitung „eine atmosphärische Hommage, die in ihrer Subtilität [...] über ein blosses Nachahmen hinausgeht“, jedoch hätte es „ein, zwei würzige Experimente mehr vertragen“.
Im Musikexpress setzt Thomas Weiland die Musik in einen Kontrast zur Computermusik: „Diese unglaublich warm klingenden Streicher, dieser auch von Serge Gainsbourg bekannte Basssound, diese fein eingearbeiteten Stimmen und die komplette Absenz von Hektik veredeln alle Instrumentals auf diesem Album.“ Das Duo aus Jack White und Norah Jones bezeichnet er als das „wohl ungewöhnlichste Paar im Pop, das man sich vorstellen kann“. Alexander Kroll lenkt auf laut.de die Aufmerksamkeit auf die Interludes, die zunächst den Eindruck erweckten, das Album „nehme sich zu viele Verschnaufpausen“, doch diese offenbarten sich „als Verbindungen, die der Musik den Raum zur Entfaltung geben“. Simon Price vom Independent kommt – den Originaltitel von Zwei glorreiche Halunken zitierend – zu folgendem Fazit: “All good, no bad, and never ugly.”

## Trivia
Der Song Black ist in der Serie Breaking Bad zu hören (Staffel 4/Folge 13).